# Jennings Township (Owen County, Indiana)
Das Jennings Township ist eines von zwölf Townships im Owen County im mittleren Südwesten des US-amerikanischen Bundesstaates Indiana. Bei der Volkszählung 2010 lebten im Jennings Township 846 Menschen auf einer Fläche von 52 km².

## Geographie
Das Jennings Township liegt im Norden des Owen Countys. Es grenzt Westen an Jackson Township, im Süden an Morgen Township und Montgomery Township, im Osten an Taylor Township und im Norden an das Putnam County. Im Jennings Township gibt es keine selbständigen Gemeinden, wichtigste Siedlung ist der Weiler Cataract.
Jennings wird vom Mill Creek durchflossen, im Township befinden sich auch die Cataract Falls.

## Geschichte
Vor Ankunft der Europäer war die Region des heutigen Townships von Indianerstämmen der Miami, Shawnee und Potawatomi bewohnt.
Der erste europäische Siedler war Isaac Teal, der um 1820 eine Mühle an den unteren Cataract Falls baute. 1841 erwarb Theodore Jennings, ein Verwandter von Jonathan Jennings, dem ersten Gouverneur Indianas, das Gebiet. Er errichtete ein Sägewerk und eine Getreidemühle, Gemischtwarenhandlung, eine Schmiede und andere Einrichtungen. Neben den Anlagen am Mill Creek wurde im Jennings Township Ahornsirup geerntet und gerodete Flächen als Viehweiden genutzt. Nach Schließung des Sägewerks und der Mühlen ging die wirtschaftliche Bedeutung zurück.
Im Jennings Township befindet sich die Cataract Covered Bridge, eine 1876 errichtete 
überdachte Brücke, die seit 2005 im National Register of Historic Places eingetragen ist.